# Joachim Wibling
Joachim Wibling, geadelt als Greiffenheim, schwedisch Gripenhem (* 3. November 1661 in Söderköping; † 17. Juli 1739) war ein schwedischer Finanzbeamter und Regierungsrat in Schwedisch-Pommern.
Joachim Wibling war der Sohn des Joachim Wibling (1610–1675), Bürgermeister von Söderköping, und Enkel des aus Schwaben stammenden Georg Wibling (1585–1665). Er wurde 1681 Schreiber und 1689 Vizekämmerer bei der Kammer der Schwedischen Regierung in Pommern. 1690 war er Feldkämmerer der Armee des Generalmajors Jürgen Mellin, die als schwedisches Reichskontingent bis an den Rhein zog. 1694 wurde er Kammersekretär in Schwedisch-Pommern. 1700 begleitete er den Generalgouverneur von Bremen-Verden, Nils Karlsson Gyllenstierna, auf dem Feldzug nach Holstein. 1701 wurde er Oberkämmerer und Oberinspektor für den Zollverkehr in Pommern. 1713 wurde er Regierungsrat in Schwedisch-Pommern und 1724 zum Schlosshauptmann ernannt. 1731 war er Kommissar der Reduktionskommission. Mit dem Titel eines Landshövdings erhielt er 1736 seinen Abschied aus dem Staatsdienst.
Joachim Wibling wurde am 26. August 1702 mit dem Namen Gripenhem (deutsch Greiffenheim) in den schwedischen Adelsstand erhoben. Die Introduktion erfolgte 1705 mit der Nummer 1395.
Er war in erster Ehe mit Barbara von der Püttern (1678–1708) aus Stettin verheiratet. Mit ihr hatte er zwei Töchter. Seine zweite Ehe schloss er mit Maria Constantia Cnypercrona (1690–1717). Die beiden hatten zwei Töchter und den Sohn Johann August von Greiffenheim (1712–1789).